# Theresia Crone
 (août 2023).
Si vous disposez d'ouvrages ou d'articles de référence ou si vous connaissez des sites web de qualité traitant du thème abordé ici, merci de compléter l'article en donnant les références utiles à sa vérifiabilité et en les liant à la section « Notes et références ».
Theresia Crone est une militante et chroniqueuse allemande. Elle a acquis une renommée nationale grâce à son engagement régulier en tant que militante pour la protection du climat (notamment pour Fridays for Future) et pour ses efforts de sensibilisation à l'endométriose.

## Biographie
Theresia Crone a fait sa première apparition publique en 2019 en tant que membre du groupe local Fridays for Future à Schwerin. Dans le cadre de l'une des manifestations hebdomadaires, au cours de laquelle Crone a prononcé son premier discours, une réunion de travail avec la Première ministre de Mecklembourg-Poméranie occidentale Manuela Schwesig et le ministre de l'Environnement de l'époque, Till Backhaus, a été décidée. Le résultat de cette réunion a été la création d'un conseil du climat et de la durabilité pour l'État fédéral. L'une des revendications de ce conseil à l'époque était l'arrêt de la centrale à charbon de Rostock au plus tard en 2025.     Crone était président du conseil.
En 2019, Crone, en collaboration avec Fridays for Future Schwerin et l'association locale Pro Schwerin, s'est engagée à planter une nouvelle forêt à Schwerin, composée de 1 000 arbres. La même année, elle demandait aux gens de ne pas acheter de feux d'artifice le soir du Nouvel An, mais plutôt de reverser l'argent à des associations qui l'utiliseraient pour planter de nouveaux arbres. En juin 2020, 1 200 arbres de ce type avaient été plantés pour la forêt.
Dans une enquête auprès des lecteurs des journaux Norddeutsche Latest News et Schweriner Volkszeitung, Crone a pris la dixième place dans la liste des « dix favoris de moins de 35 ans » en 2020. Elle a partagé l'espace avec la chanteuse Jennifer Weist et le journaliste Tilo Jung. Environ 47 000 personnes avaient voté en dix jours.
En tant qu'étudiante, Theresia Crone était membre du conseil d'administration du conseil étudiant d'État de Mecklembourg-Poméranie occidentale. Au printemps 2020, à la suite de la pandémie de COVID-19 en Allemagne, on ne savait pas comment les États fédéraux traiteraient les prochains examens Abitur et dans le Mecklembourg-Poméranie occidentale, l'examen final Abitur serait omis et un Abitur attribué sur la base sur les moyennes des notes précédentes devrait, a été discuté, Crone s'est initialement positionné en faveur de la conduite des examens finaux. Elle a ensuite relativisé la position, citant l'inégalité croissante des chances, puisque "[l]a comparabilité de l'éducation [...] s'est perdue au moment où l'infrastructure numérique est devenue un préalable à l'apprentissage".
Crone est la fille du politicien CDU, avocat et médiateur de l'État de Mecklembourg-Poméranie occidentale Matthias Crone. Sa mère est médecin. En 2020, elle se positionne plutôt rétive à une éventuelle carrière politique en raison de la charge de travail plutôt anti-familiale : "quand on se présente aux élections, on est beaucoup sur la route". Crone a assisté à Niels-Stensen-School dans Schwerin, où elle était aussi le représentant étudiant  et étudie la loi à l'université de Cologne. Crone a une chronique irrégulière au Schleswig-Holsteinische Zeitungsverlag, pour lequel elle publie également ses articles sous forme de podcast.

## Prises de position

### Nord Stream 2
En janvier 2021, Crone, militante de Fridays for Future et alors présidente du Conseil pour le climat et la durabilité, s'est positionnée contre les projets du cabinet Schwesig I de créer une "fondation pour la protection du climat et de l'environnement" afin de faire construire le gazoduc Nord Stream 2 en mer du Nord. Cette initiative fait suite à l'annonce de sanctions économiques par les États-Unis si des entreprises participent à la construction du gazoduc. La fondation devait, sous prétexte de s'engager pour la protection de l'environnement, assumer la responsabilité de la construction du tronçon final du gazoduc sur le territoire allemand. Crone a d'abord protesté avec Fridays for Future et l'alliance Ende Gelände contre la poursuite de la construction de l'oléoduc et était ouvert aux pourparlers que le Premier ministre Manuela Schwesig avait proposés.
Le 18 janvier, Crone a démissionné de son poste de président du Conseil de l'environnement et du développement durable. Elle a déclaré au magazine d'information Der Spiegel qu'elle avait franchi le pas pour maintenir son "attitude, son intégrité et sa crédibilité" : "Je ne peux en aucun cas soutenir ou légitimer une fondation de protection du climat censée créer des infrastructures nuisibles au climat". Crone a pris sa décision à la lumière de la tentative d'assassinat d'Alexeï Navalny et s'est ainsi posé la question de savoir si, outre la dimension de politique environnementale, elle pouvait également se justifier par son attitude à entretenir des relations commerciales avec la Russie. La fondation, que Crone a qualifiée d'étiquette frauduleuse, a franchi un cap, puisque le gaz naturel n'est pas une technologie de transition, mais bloque le changement climatique rapide pendant des années. Crone a noté qu'il y avait eu des "réactions massives" à sa démission.

### Endométriose
Début 2022, Theresia Crone a attiré l'attention nationale avec la campagne "#EndEndoSilence". Avec de jeunes militants politiques comme Mattheus Berg et des influenceurs comme Fabian Grischkat, elle a lancé une pétition sur la plateforme Change.org, qui a été adressée au ministre fédéral de la Santé Karl Lauterbach. Semblable à la stratégie nationale contre l'endométriose récemment annoncée en France par le président Emmanuel Macron, Crone, en tant qu'initiatrice de la pétition, a adressé trois demandes à Lauterbach : une campagne nationale d'éducation, le financement de la recherche et un plan d'action national pour le genre- médecine équitable.
La pétition a démarré avec succès, en 48 heures 50 000 personnes avaient signé la pétition, après une semaine plus de 70 000 signatures ont été recueillies en ligne, tandis que plus de 90 000 personnes l'ont signée . Crone a reçu des encouragements, entre autres, de la journaliste Maja Weber dans une interview au Tagesspiegel. Crone, qui est elle-même une patiente atteinte d'endométriose, lutte contre la stigmatisation que cette maladie a dans la société.